# Mónica Bolaños
Mónica Renata Bolaños Pérez es una diplomática y funcionaria pública guatemalteca que se desempeña como viceministra de Relaciones Exteriores desde 2024. Anteriormente se desempeñó como embajadora de Guatemala ante Marruecos, España, Andorra y Ecuador.

## Biografía
Bolaños es licenciada en relaciones internacionales por la Universidad Francisco Marroquín. Ingresó al Ministerio de Relaciones Exteriores de Guatemala, donde ocupó varios puestos diplomáticos antes de ascender como embajadora. En diciembre de 2019, fue nombrada como embajadora de Guatemala ante el Reino de Marruecos, presentó sus cartas credenciales ante el rey marroquí Mohamed VI en enero de 2020. Su misión diplomática concluyó en diciembre de 2020.
En enero de 2021, fue designada como embajadora ante el Reino de España, así como embajadora concurrente para el Principado de Andorra. En febrero de ese mismo año, presentó sus acreditaciones ante el rey español Felipe VI. Su mandato terminó a finales de mayo de 2023, cuando asumió como embajadora ante la República del Ecuador. Presentó su acreditación ante el presidente Guillermo Lasso en julio de ese mismo año.
En enero de 2024, asumió como viceministra de Relaciones Exteriores por decisión del ministro Carlos Ramiro Martínez. En julio de 2024, el ministro Martínez fue citado a una interpelación por el Congreso de la República debido a sus posturas sobre Palestina ante la Organización de las Naciones Unidas. Sin embargo, la interpelación se concluyó hasta enero de 2025, durante todo este período estaba inhabilitado constitucionalmente para salir del país. En su lugar, las representaciones internacionales fueron sido asumidas por Bolaños. Por ejemplo, representó a Guatemala durante la XXIX Cumbre Iberoamericana (noviembre de 2024) y la reunión de apoyo con el líder de la oposición venezolana Edmundo González Urrutia (enero de 2025).